# Lista canalelor din Castello

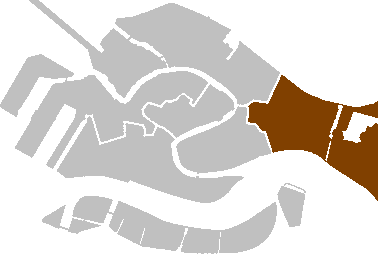
Localizarea sestiere Castello în Veneţia.

Acest articol prezintă canalele din Castello, sestiere al Veneției (Italia).

## Generalități

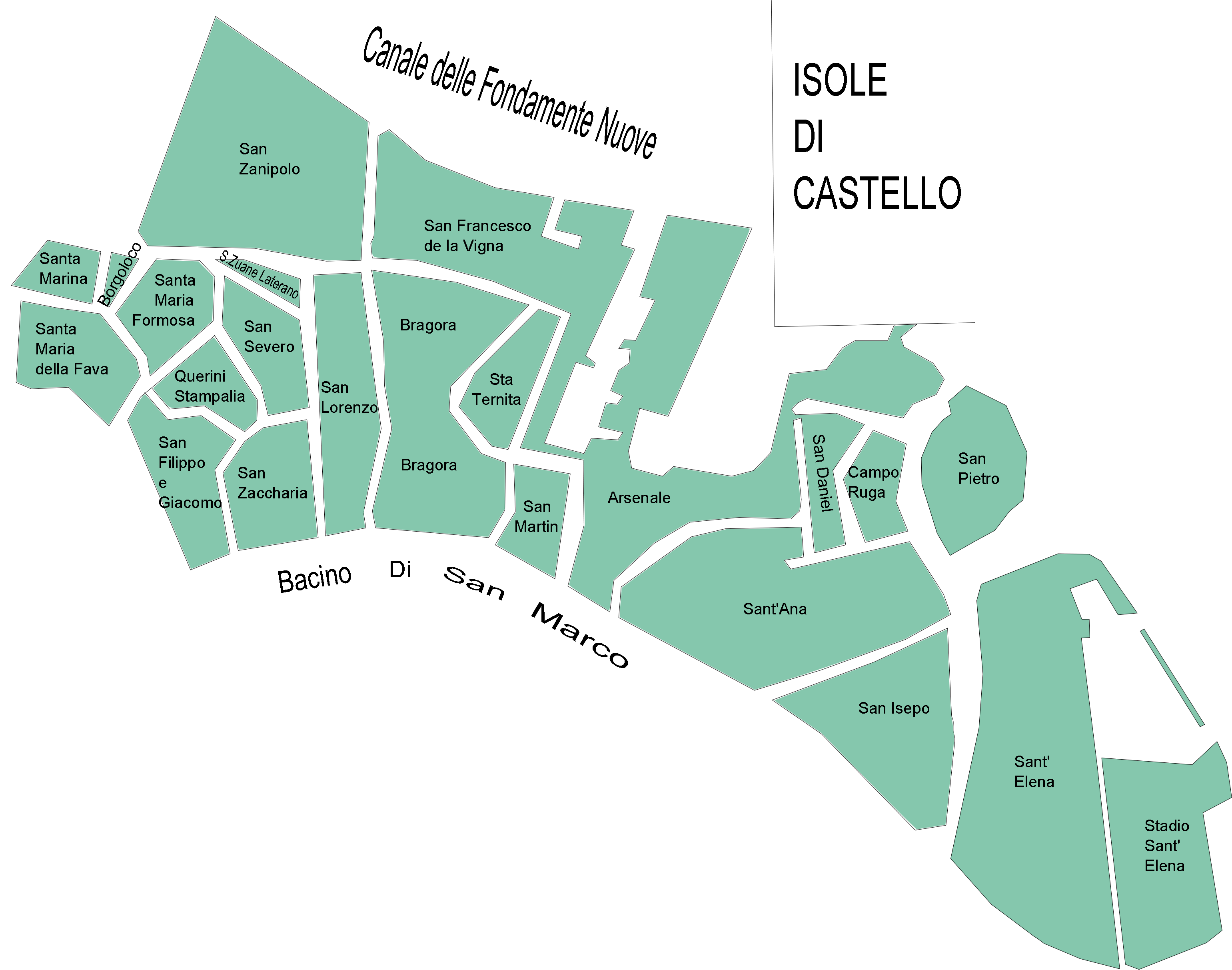
Harta insulelor care formează Castello.

Ca și celelalte sestiere ale Veneției, Castello este compus din mai multe insule distincte, separate de canale. 
Situat în nord-estul Veneției, Castello este învecinat cu următoarele sestiere sau întinderi de apă:
- La nord-vest: Cannaregio
- La sud-vest: San Marco

La nord, la est și la vest, sestierele dă în Laguna Venețiană.

## Canale

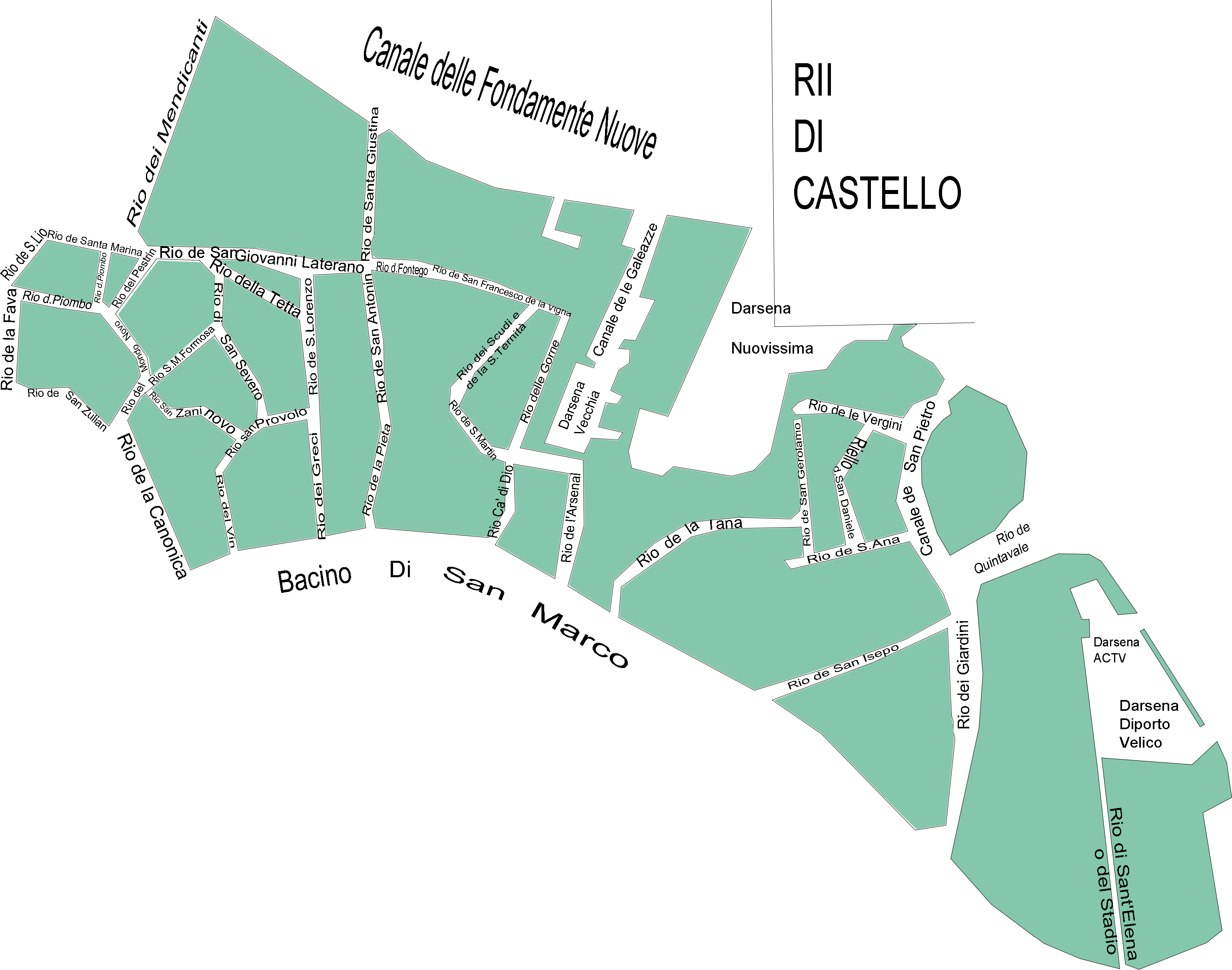
Harta canalelor din Castello.

### Canale limitrofe
Începând din nord și în sensul acelor de ceasornic, Castello este delimitat de următoarele canale (sau întinderi de apă):
- În Laguna Venețiană:
  - Canale delle Fondamente Nuove
  - Bazinul San Marco

- Limita cu San Marco:
  - Rio de la Canonica (sau del Palazzo, sau de la Paglia)
  - Rio di San Giuliano (sau de la Guerra)
  - Rio de la Fava

- Limita cu Cannaregio:
  - Rio de San Lio
  - Rio de Santa Marina
  - Rio dei Mendicanti (sau de San Zanipolo)

### Canale la vest de Arsenal
Canalele următoare se varsă în Bazinul San Marco, la vest de Arsenal. De la vest la est:
- Rio del Vin
- Rio dei Greci și Rio de San Lorenzo
- Rio de la Pietà și rio de Sant'Antonin
- Rio de la Ca' di Dio
- Rio de l'Arsenal

Alte canale situate la vestul Arsenalului:
- Canale est-vest :
  - Rielo drio la Celestia (sau dell'Arsenale)
  - Rio de San Francesco de la Vigna (sau de la Celestia)
  - rio de San Giovanni Laterano

- Canale nord-sud :
  - Rio de le Gorne
  - Rio dei Scudi (ou de Santa Ternita)
  - Rio de Santa Giustina
  - Rio de San Severo
  - Rio del Paradiso (ou del Pestrin)

- Alte canale:
  - Rio de Santa Maria Formosa
  - Rio del Mondo Novo
  - Rio de San Martin (ou de l'Arco)
  - Rio Tetta
  - Rio de San Provolo (ou de l'Osmarin)
  - Rio de San Zaninovo (ou del Remedio)
  - Rio del Piombo

### Canale în interiorul Arsenalului
Canalele următoare se situează în interiorul Arsenalului:
- Rio de le Stopare
- Rio del Bucintoro (parțial îngropat)
- Rio de Ca' Nova (îngropat)
- Darsena Arsenale Vecchio
- Canale delle Galeazze
- Darsena Grande (sau Nova e Novissima)
- Canale di Porta Nuova

### Canale la est de Arsenal

Canale la est de Arsenal

Canalele următoare se varsă în Bazinul San Marco, la est de Arsenal. 
- Rio de la Tana
- Rio de Sant'Isepo

- Alte canale:
- Canal de San Piero
- Rio de San Daniel (ou Riello)
- Rio de le Vergini
- Rio de San Gerolamo
- Rio de Sant'Ana

### Insula Sant'Elena
Canalele următoare se află pe insula Sant'Elena:
- Rio dei Giardini
- Rio de Quintavale
- Rio de Sant'Elena (sau del Stadio)
- Darsena di Sant'Elena